# David Perrault
 (décembre 2013).
Pour les articles homonymes, voir Perrault.
David Perrault, né le 25 juin 1976 à Angers est un réalisateur français.

## Biographie
Son premier long métrage, Nos héros sont morts ce soir, est sélectionné en compétition au Festival de Cannes 2013 dans le cadre de la Semaine de la critique. Le film est primé au Festival international du film d'Oldenbourg.
Son second long métrage, L'État sauvage (film, 2019), est primé sur scénario par la Fondation Gan pour le cinéma et fait son avant-première au Festival international du film de Rotterdam.
En 2022, Netflix diffuse les 6 épisodes de sa série fantastique Endless Night.

## Filmographie
- 2008 : Adieu créature (court métrage)[5]
- 2012 : No Hablo American (court métrage)[6]
- 2013 : Nos héros sont morts ce soir
- 2019 : L'État sauvage (primé sur scénario dans le cadre de l'Aide à la Création de la Fondation Gan pour le cinéma en 2016)[7],[8]
- 2022 : Endless Night